# Mount Carmel (Illinois)
Mount Carmel település az Amerikai Egyesült Államok Illinois államában, Wabash megyében, melynek megyeszékhelye is. Lakosainak száma 7015 fő (2020. április 1.).

## Népesség
A település népességének változása:

| 2010 | 7 284 |
| 2020 | 7 015 |